# Roberto Óscar Bonano
Roberto Óscar Bonano   (Rosario, 24 de gener de 1970) és un exfutbolista argentí que jugava com a porter. El seu primer equip va ser el Rosario Central, jugà al Barça i el seu últim equip fou el Deportivo Alavés, on es va retirar amb 38 anys.

## Carrera esportiva
Es caracteritzava per la seva tranquil·litat sota els pals de la porteria i el seu aguant en l'u contra u. Tenia problemes en les sortides per alt malgrat la seva envergadura. Es formà en les categories inferiors del Rosario Central i sortí dels canallas el 1996 per fitxar pel River Plate. Tingué cinc temporades brillants amb l'equip de Buenos Aires en el qual jugà fins que fitxà pel Futbol Club Barcelona el 2001. Arribava a Can Barça un porter madur, un jugador que feia pinya en el vestuari i que alternà grans actuacions amb d'altres una mica deficients. En les seves dues temporades com a blaugrana, fins al 2003, jugà 82 partits. Posteriorment jugà en el Real Murcia i el Deportivo Alavés, en el qual es retirà el 2008.
Jugà 13 partits amb la selecció argentina, amb la qual disputà el Copa del Món de Futbol de 2002 Corea/Japó.

## Activitat després de la retirada
Va treballar al programa ADN Barça de Barça TV.
Actualment (2015) forma part del cos tècnic del Celta de Vigo, on treballa com a entrenador de porters.